# Kenny Williams
Kenneth Ray Williams, detto Kenny (Elizabeth City, 9 giugno 1969), è un ex cestista statunitense, professionista nella NBA, in Italia e in Israele.

## Carriera
Selezionato al secondo giro del Draft NBA 1990 (46ª scelta assoluta), ha giocato nella NBA, negli Indiana Pacers, tra il 1990 e il 1994.
Arriva in Italia, a Forlì, nel novembre del 1994 per sostituire A.J. English. Con la squadra romagnola conquista subito la promozione in Serie A1. L'anno successivo la squadra raggiunge la salvezza.
La stagione 1996-97 vede invece la squadra retrocedere in A2. Nel 1997 lascia Forlì per andare a giocare in Israele, dove termina la carriera nel 2006.

## Palmarès
- McDonald's All-American Game (1988)